# Abyssin
L'abyssin, aussi appelé bunny cat (chat lapin), ou parfois Aby, est une race de chat originaire d'Asie. Ce chat est caractérisé par une robe à poil court au patron ticked tabby.

## Origines

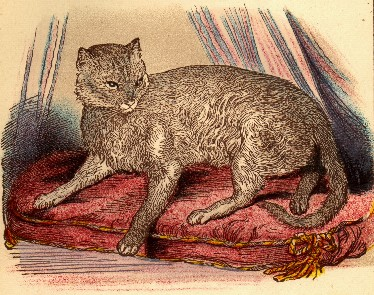
« Zula », premier chat importé d'Abyssinie

Le lieu de naissance de l'abyssin ne se situerait ni en Abyssinie, ni en Égypte, mais dans le sud-est asiatique, au bord de l'océan Indien. Toutefois, il se peut que la race soit africaine. Il se pourrait même que l'Abyssin soit l'héritier du chat sacré de l'Égypte antique.
Le premier chat importé en Europe est « Zula », un mâle, rapporté d'Abyssinie (actuelle Éthiopie) en 1868 par un certain maréchal Sir Robert Napier, un diplomate anglais en mission à Addis-Abeba (Capitale de l'Abyssinie). C'est pour cette raison que la race fut appelée abyssin. Zula venant d'Abyssinie, on donna à cette nouvelle race le nom du pays d'où il provenait. Le ticking de Zula pourrait provenir du Chat sauvage d'Afrique ou serait le fruit de l'élevage de chats tabby en Grande-Bretagne.
Cette race fut fixée et améliorée en Angleterre. Les éleveurs l'ont perfectionnée en la croisant avec le British Shorthair, et ont notamment travaillé à l'obtention d'une silhouette fine et à l'amélioration de la robe. L'abyssin fut alors surnommé « bunny Cat » (en français chat-lapin), à cause de son pelage semblable à celui du lièvre.
Après quelques années de croisement, l'abyssin fut exposé pour la première fois au Crystal Palace à Londres, en 1871. Et c'est en 1882 que la race fut enfin reconnue en dehors de la Grande-Bretagne. Les critères de jugement furent quant à eux établis dès 1889. La race faillit s'éteindre au début du XXe siècle.
En 1909, l'abyssin arrive aux États-Unis, mais n'y deviendra populaire qu'à partir des années 1930, après la reconnaissance de la race par le CFA en 1917. Les Français, quant à eux, ne le découvrent qu'en 1927 lorsque la FFF reconnut enfin la race.
Le premier club consacré à l'abyssin se nomme « Abyssinian Cat Club ». En France, une brochure bimensuelle, « Aby Boom », retrace les activités variées des éleveurs d'abyssins. Sur le continent européen, l'élevage fut freiné pendant la Première Guerre mondiale mais a bien redémarré depuis. Il s'agit de la cinquième race la plus populaire en Amérique du Nord : elle fait notamment partie des dix races préférées aux États-Unis. La race continue d'évoluer, tant au niveau du pelage qu'au niveau de la morphologie de la tête.

## Standards

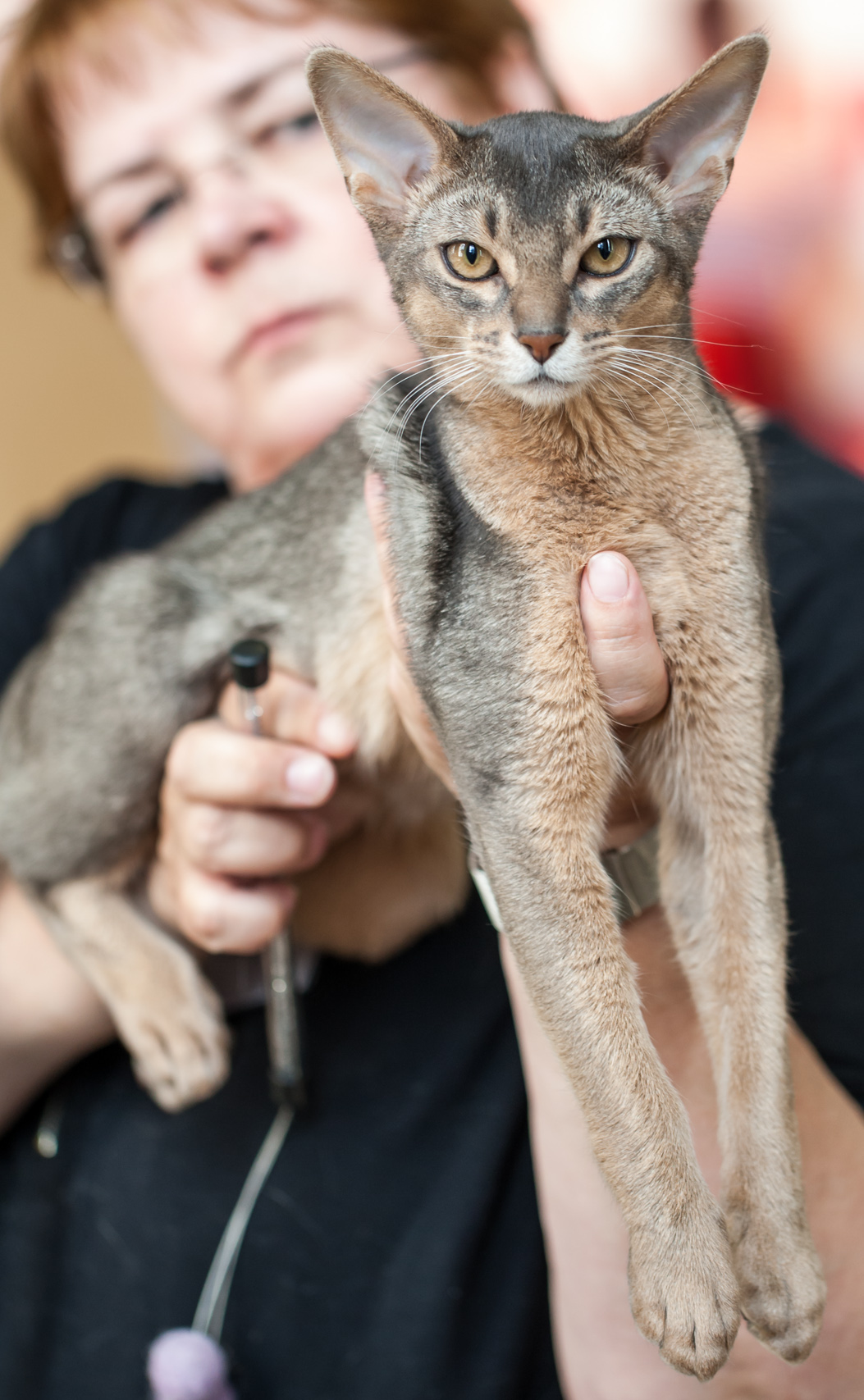
Portrait d'un jeune mâle bleu lors d'une exposition féline à Helsinki

Cent vingt ans après le début de la sélection, la race est maintenant bien fixée et ressemble indéniablement aux représentations du chat égyptien au travers desquelles était vénéré Bastet.

### Corps
L'abyssin a un corps moyennement long et de type foreign. Il est gracieux et souple avec une force musculaire bien développée. Au toucher, on doit pouvoir sentir la musculature. Le type idéal est un mélange entre un corps cobby et un corps svelte. La proportion et l'équilibre général sont davantage pris en compte que la taille. La poitrine est légèrement bombée, le dos faiblement arqué et les flancs fins. Les pattes sont longues, droites, fines et bien musclées. Les pieds sont petits, ovales, compacts. Le chat semble se tenir sur la pointe des pieds.
La queue est longue et épaisse à la base, elle s'effile vers l'extrémité.

### Tête
La tête est portée au bout d'un long cou. Elle est de forme triangulaire aux contours adoucis, sans ligne droite. La tête de l'abyssin est composée de courbes légères : front, nez, crâne et museau. À noter qu'il existe deux formes de tête. L'abyssin anglais a une tête allongée (typé oriental) et l'abyssin américain a une tête plus ronde.
Les yeux sont en forme d'amande, grands, brillants et expressifs. Les couleurs autorisées sont le noisette et le vert dans toutes ses nuances, du moment qu'elle est uniforme et intense.
Les paupières quant à elles doivent être cerclées de noir. L'œil est souligné par un trait foncé, dans la couleur de base de la robe, ce qui donne l'impression que l'abyssin est maquillé.
Les oreilles sont grandes, pointées vers l'avant et bien écartées. Le chat semble être en alerte. La base est évasée et l'oreille en forme de coupe. Sur l'oreille le poil doit être bien court et couché, avec de préférence le ticking visible. Certains éleveurs cherchent à développer une touffe de poils à la pointe des oreilles, afin qu'il ressemble au lynx.

### Robe et fourrure

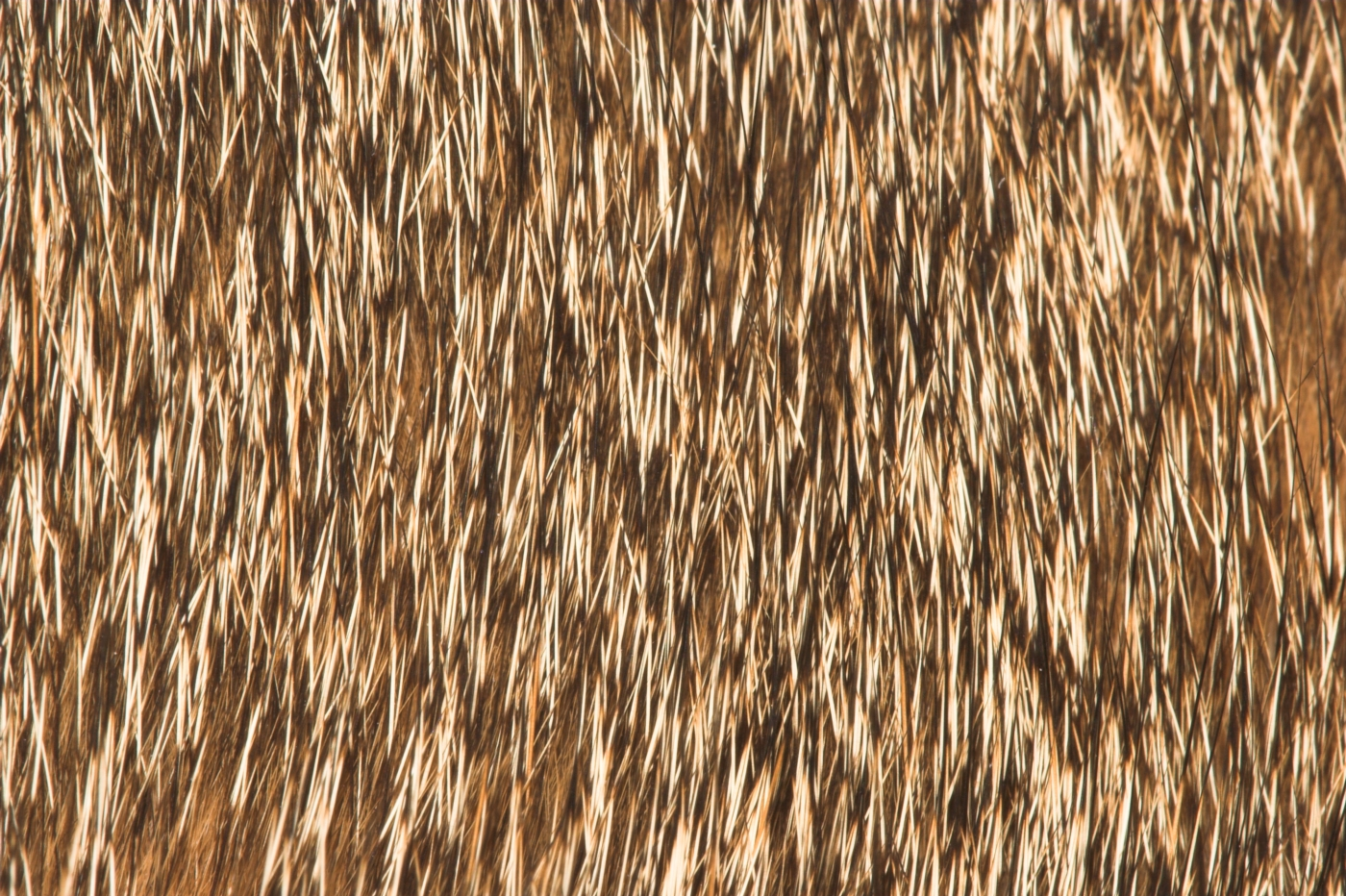
Exemple du ticking d'un abyssin

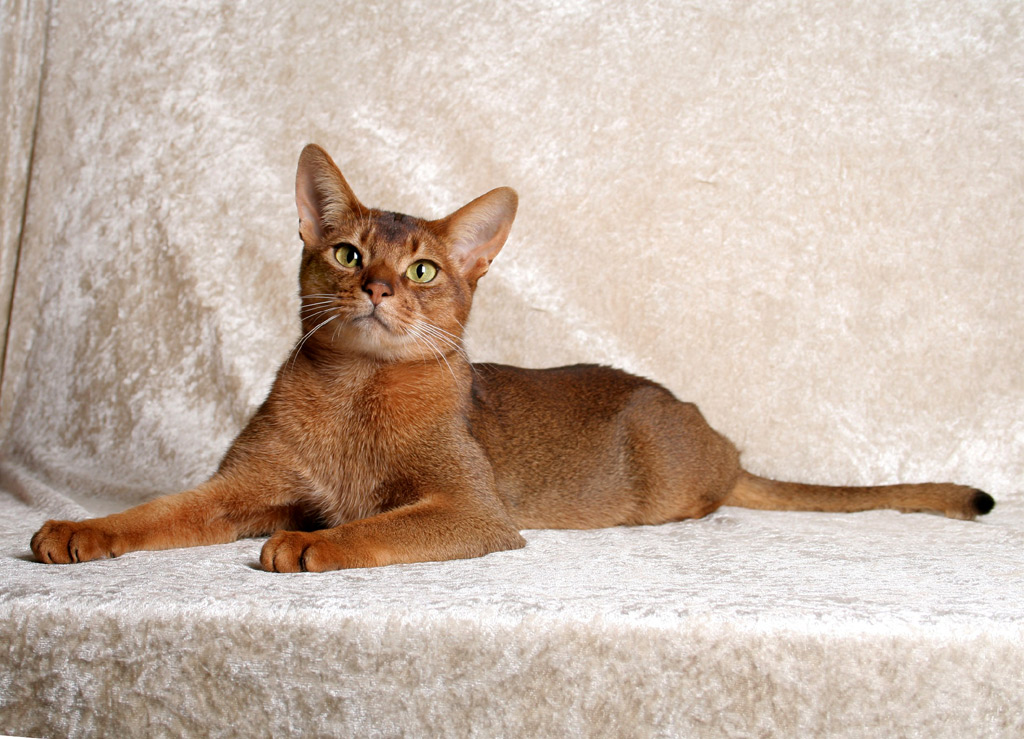
Le pelage de l'abyssin peut faire penser à celui d'un lièvre

La fourrure est courte mais chaque poil doit cependant avoir deux lignes de ticking. Légèrement plus long sur l’épine dorsale, le poil se raccourcit vers les flancs, les pattes et la tête. Il comporte un certain nombre de bandes de ticking. La robe est brillante, de texture fine, élastique au toucher et bien couchée sur le corps, avec un sous-poil dont l’aspect ne doit pas être laineux ni gris.
La couleur et la qualité de la robe sont les points les plus importants chez un abyssin. Il existe de nombreuses couleurs mais seul le motif ticked tabby est accepté. Seuls les poils du ventre, de la poitrine, du cou, de l'intérieur des pattes n'ont pas de ticking et sont dans la couleur de base du chat. L'épine dorsale et la queue ont une couleur légèrement plus foncée que le reste du corps, tandis que sur le menton et le haut de la gorge la couleur s'éclaircit.
Voici les différentes couleurs de l'abyssin, il en existe 28 au total :
- Lièvre (usual ou ruddy) : la couleur d'origine et la plus courante qui donne une robe ayant l'aspect de celle du lièvre ou du lapin de garenne, ce qui valut à l'abyssin l'appellation de chat-lapin et chat-lièvre comme premières dénominations en Grande-Bretagne. Le poil est composé d'une alternance de bandes deux couleurs appelée ticking, roux orangé (roux abricot chaud) près de la peau, brun foncé ou noires au bout ; plus il y a de bandes dans un poil, plus la couleur est subtile. Le ventre est abricot uni, la gorge et le cou sont plus clairs (crème) mais jamais blancs. Le bout de la queue, les coussinets et le maquillage sont noirs, les marques de pouce sur les oreilles sont roux/orangé ; le cuir du nez est brique cerclé de noir[8].

- Sorrel (cannelle ou cinnamon) : les premiers sujets auraient été décrits dès 1887. Le terme anglais sorrel peut se traduire par alezan[8]. En effet c'est une couleur proche de celle du couguar, très chaude, ardente, subtile ; les bandes dites jaunes, d’un abricot orangé, contrastent avec des bandes brun/roux intense. Le bout de la queue, les coussinets, le contour des yeux, les soles sont sorrel. Les marques de pouce sur les oreilles, le ventre, l'intérieur des pattes, le dessous de la queue sont abricot orangé. Le cuir du nez est brique cerclé de brun/roux. Malgré ces quelques pointes de roux, l'abyssin cannelle ne possède en aucun cas les gènes donnant la couleur roux et crème des chats domestiques[4], voir « roux génétique », un peu plus loin.

- Bleu (blue) : une couleur avec des bandes d’un beige chaud barrées d’autres bleu-gris. Le bout de la queue, les coussinets, le maquillage sont bleus ; le cuir du nez est rose foncé cerclé de gris. Les marques de pouce sur les oreilles, le ventre, l'intérieur des pattes et le dessus de la queue sont beige/rosé. C'est une couleur relativement rare, créée en Grande-Bretagne par dilution de la couleur lièvre[4].

- Faon (fawn) : un contraste de beiges, allant du sable rosé au fawn. Dilution de la couleur sorrel de l'abyssin sorrel. Le bout de la queue, les coussinets, les marques de pouce sur les oreilles et le maquillage sont magnolia (rose avec une pointe d'orangé) ; le cuir du nez est rose fané cerclé de lilas[8].

- Roux : le ticking est moins perceptible car il y a peu de différence entre l’orangé de base et le roux du ticking. Le gène intervenant est placé sur le chromosome femelle. On l'appelle « roux génétique », à ne pas confondre avec le sorrel. Le bout de la queue et les marques de pouce sur les oreilles sont roux ; le cuir du nez et les coussinets sont roses[10]. Couleur modifiée génétiquement par le croisement avec un chat non abyssin.

- Chocolat : le ticking est perceptible car il y a une différence entre le beige/orangé de base et le brun foncé du ticking. Le bout de la queue, les soles, le pourtour des yeux sont chocolat ; le cuir du nez et les coussinets sont rose brique. Couleur modifiée génétiquement par le croisement avec un chat non abyssin.

- lilac : le ticking est peu perceptible car il y a une faible différence entre le beige/orangé de base et le beige foncé du ticking. Le bout de la queue, les soles, le pourtour des yeux sont lilas ; le cuir du nez et les coussinets sont brun/violet. Couleur modifiée génétiquement par le croisement avec un chat non abyssin.

- Autres couleurs : le roux permet le tortie sur les 4 premières couleurs. Il existe également le crème, le chocolat, le lilas et toutes ces couleurs se retrouvant également en silver (la coloration de base abricot est alors blanc lumineux argenté)[10]. Couleur modifiée génétiquement par le croisement avec un chat non abyssin.

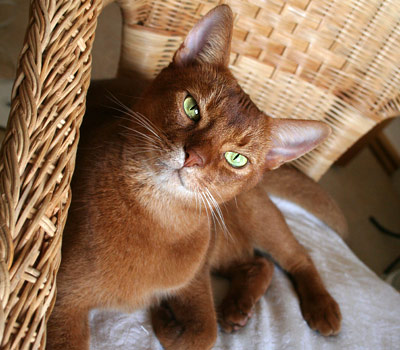
Mâle sorrel
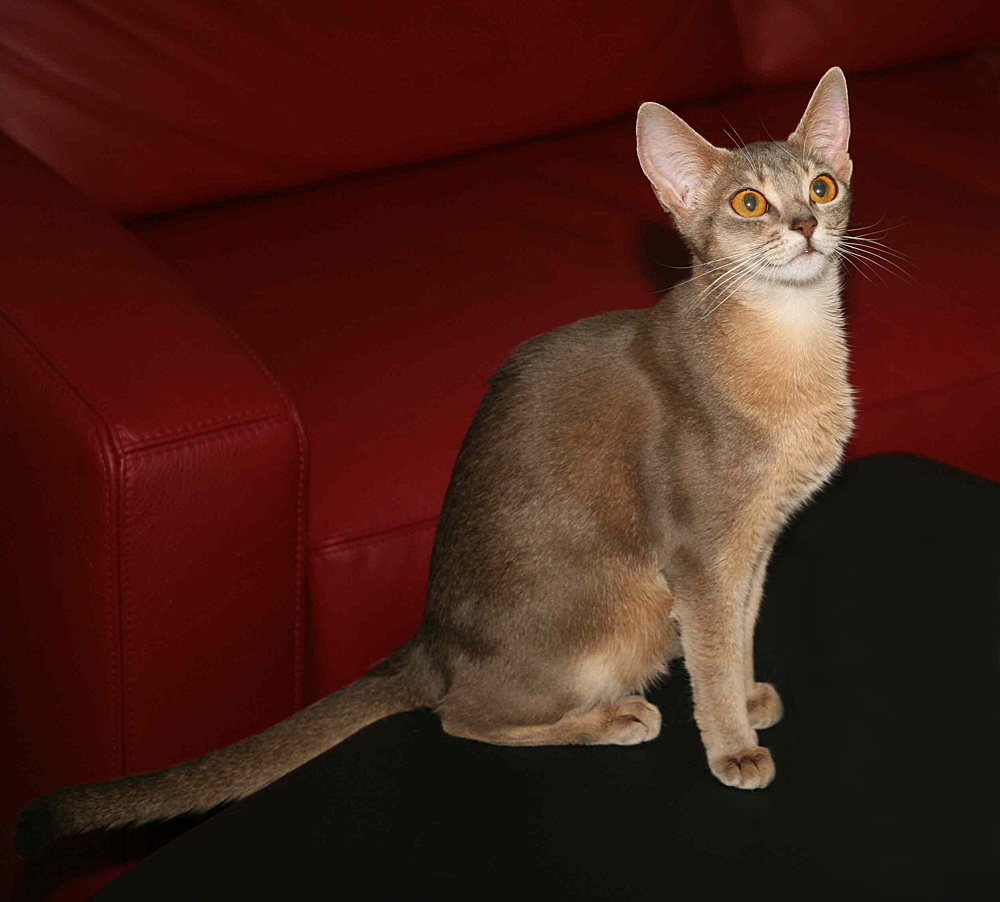
Abyssin bleu
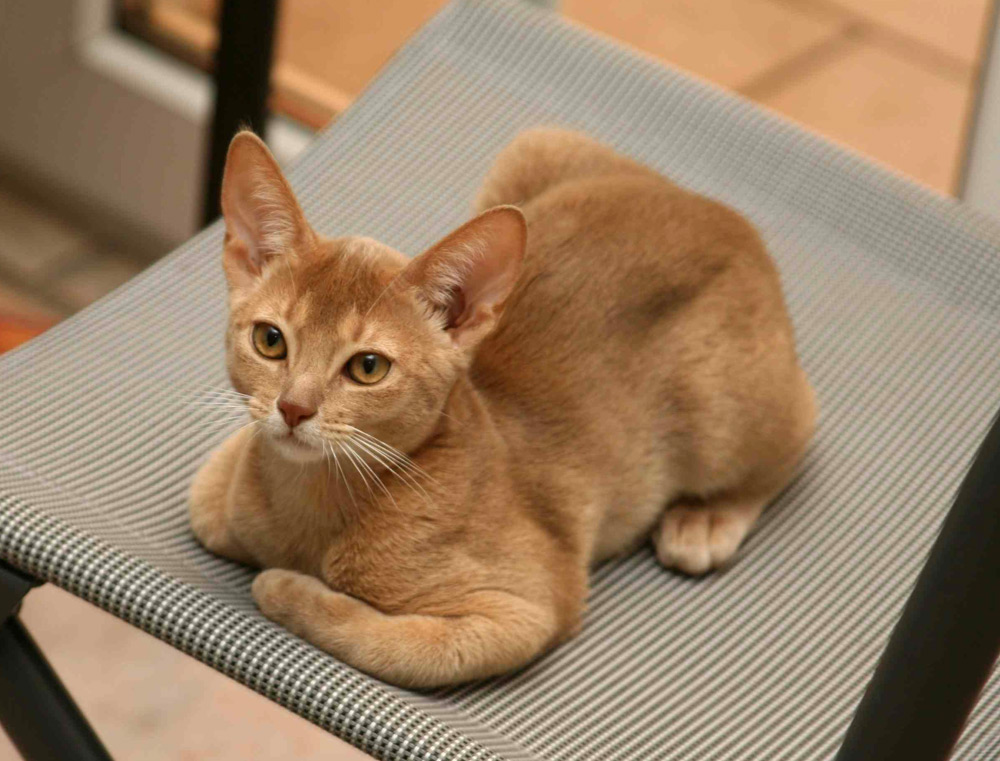
Abyssin fawn
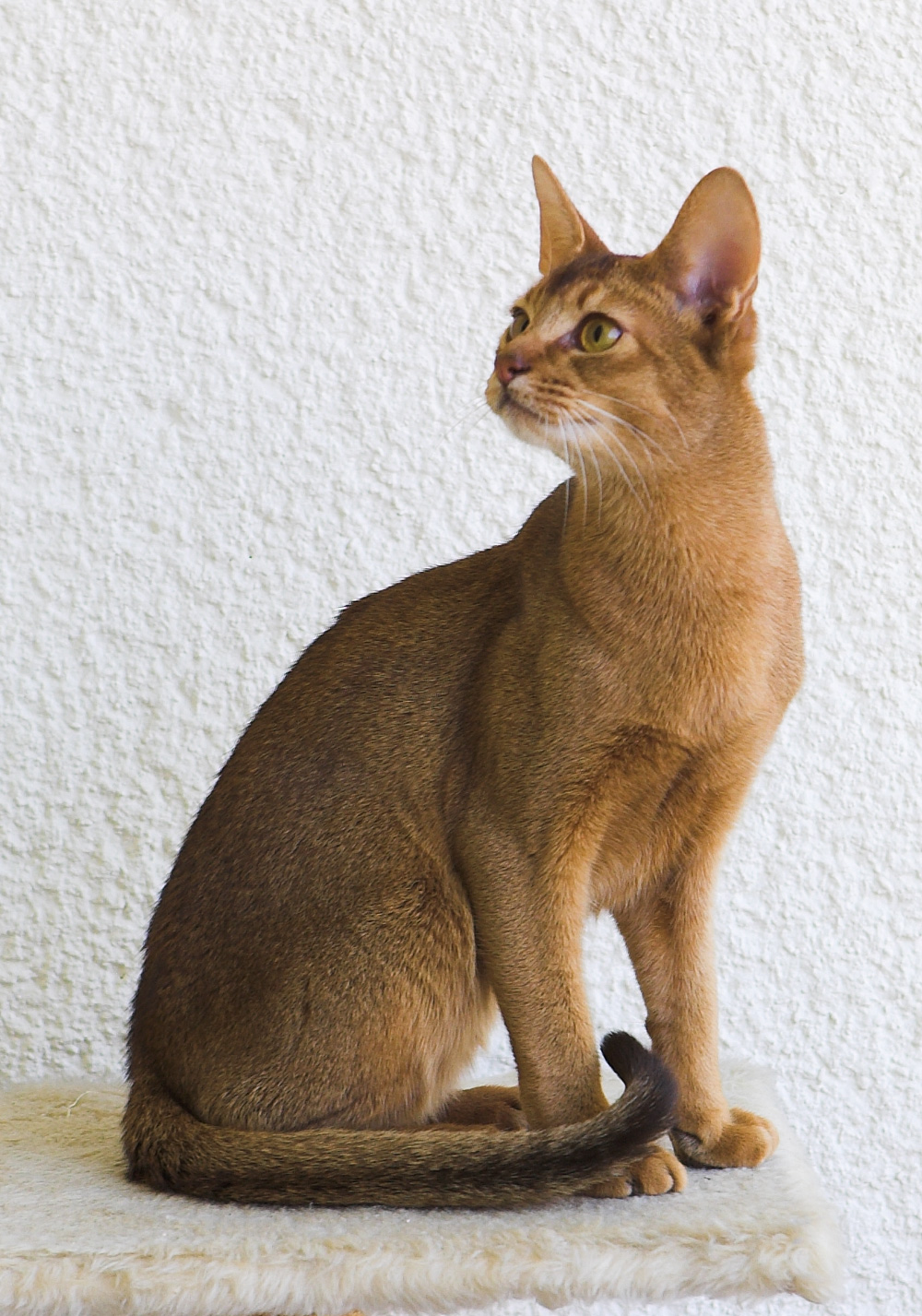
Abyssin chocolat

## Caractère
On décrit souvent l'abyssin comme un chat alerte et vif, semblant toujours en mouvement. On dit que c'est cependant un compagnon doux, affectueux avec un miaulement très discret. Il n'en serait pas moins plein de vie et athlétique, voire turbulent. Ces félins sont capables de comprendre rapidement les routines de leur foyer et de s'y intégrer harmonieusement[réf. nécessaire].
Ces traits de caractère restent toutefois parfaitement individuels et sont fonction de l'histoire de chaque chat.

## Élevage

### Reproduction
La portée moyenne d'un abyssin est de 3 chatons, ce qui est assez faible par rapport à la plupart des autres races de chat domestique, dont les portées sont en général de cinq chatons. Après leur naissance, les chatons sont bicolores, couleur foncée et couleur claire. Le ticking de l'abyssin apparaît à partir de six semaines. La couleur sera définitive au bout d'un an ou un an et demi.

### Santé
Les abyssins sont sujets à certaines maladies génétiques comme la PK DEF et la PRA mais également l'amyloïdose du chat. Il s'agit d'une maladie héréditaire qui se traduit par le dépôt progressif d'une substance amyloïde dans l'organisme, conduisant à une insuffisance rénale irréversible. Cette pathologie a menacé la race pendant plusieurs années car il n'existe malheureusement pas de test de dépistage et les symptômes apparaissant tardivement (après l'âge de cinq ans) cela rend difficile l'examen des lignées. Cependant, la prudence des éleveurs qui ont fait pratiquer des autopsies sur les sujets morts d'insuffisance rénale ou dans des conditions suspectes ont permis un recul de la maladie.
Les abyssins ont une espérance de vie de treize à seize ans.

### Génétique
L'abyssin possède un gène dénommé Ta. La lettre t signifie tabby et le a signifie abyssin. Ce gène est particulier à l'abyssin, mais on peut le retrouver chez le Somali et le Singapura. Le Somali est en fait une race résultant de croisement avec des abyssins. Quant au Singapura, même s'il possède le même gène que l'abyssin, on ne peut affirmer que ce dernier soit issu de reproductions avec ce dernier.
Sur l'emplacement chromosomique de Ta, les autres races peuvent avoir deux autres gènes, le gène tb qui donne les rayures larges appelées tabby marbré, ou le gène T qui donne des rayures étroites appelées tabby tigré.
Ainsi, lorsqu'un Abyssin s'accouple avec un tabby marbré, on obtiendra des robes avec ticking car Ta sera dominant sur tb. Mais lorsqu'un abyssin s'accouple avec un tabby tigré, on obtiendra une mauvaise robe abyssin présentant à plus ou moins grande échelle des rayures sur fond de ticking, Ta est alors incomplètement dominant sur T.

## L'abyssin dans l'art et l'Histoire

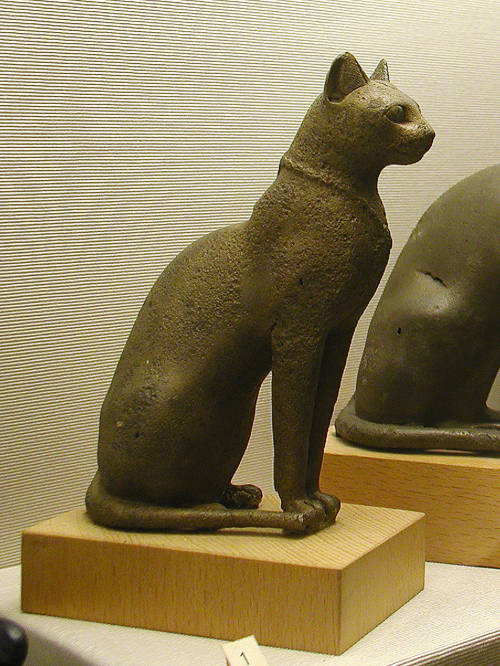
Statue représentant un chat de l'Égypte antique

L'abyssin ressemble aux représentations des chats de l'ancienne Égypte. Toutefois, une telle origine n'est pas avérée. Il se peut également que cette ressemblance ait été travaillée par les éleveurs, mais ce fait ne peut être assuré.
L'abyssin est également connu sous le nom de « chat du Nil bleu », ce qui renforce l'hypothèse de ces origines éthiopiennes.